# Zeuxidia
Zeuxidia là một chi bướm trong họ Nymphalidae.
s

## Hình ảnh

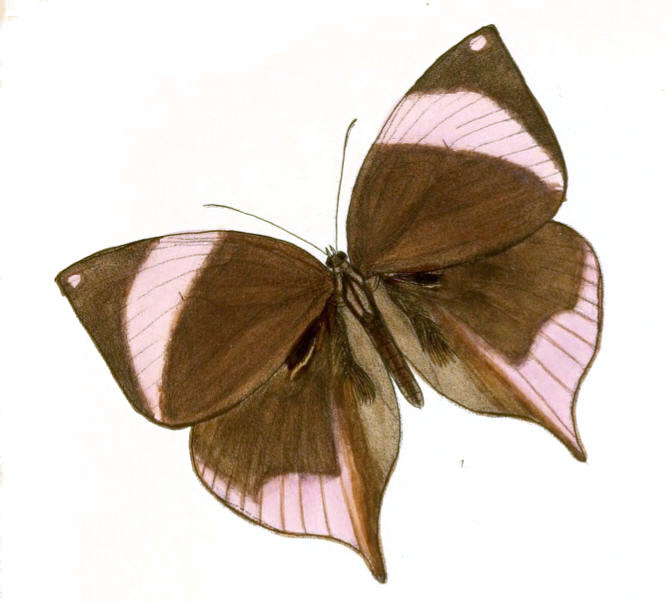